# Puchar Kontynentalny w skokach narciarskich 2024/2025
Puchar Kontynentalny w skokach narciarskich 2024/2025 – 34. edycja Pucharu Kontynentalnego. Sezon rozpoczął się 7 grudnia 2024 roku w Zhangjiakou, a zakończył 23 marca 2025 roku w Zakopanem. Rozegrano 23 konkursy.
W pierwotnym terminarzu cyklu znalazły się 24 konkursy. Z powodu zbyt silnego wiatru zawody w Klingenthal, zaplanowane na 11 i 12 stycznia 2025, zostały odwołane. W zamian do kalendarza dołączono dodatkowy, czwarty konkurs w Iron Mountain, rozegrany 21 lutego 2025.

## Kalendarz zawodów
| Źródło               | Źródło               | Źródło               | Źródło               | Źródło               | Źródło              | Źródło                 | Źródło               |
| Lp                   | Data                 | Miejscowość          | HS                   | Uwagi                | 1. miejsce          | 2. miejsce             | 3. miejsce           |
| -------------------- | -------------------- | -------------------- | -------------------- | -------------------- | ------------------- | ---------------------- | -------------------- |
| 1.                   | 7 grudnia 2024       | Zhangjiakou          | HS106                | –                    | Benjamin Østvold    | Felix Hoffmann         | Sølve Jokerud Strand |
| 2.                   | 8 grudnia 2024       | Zhangjiakou          | HS106                | –                    | Tomofumi Naitō      | Jonas Schuster         | Luca Roth            |
| 3.                   | 14 grudnia 2024      | Ruka                 | HS142                | –                    | Markus Müller       | Hannes Landerer        | Felix Hoffmann       |
| 4.                   | 15 grudnia 2024      | Ruka                 | HS142                | –                    | Robin Pedersen      | Markus Müller          | Benjamin Østvold     |
| 5.                   | 27 grudnia 2024      | Engelberg            | HS140                | –                    | Felix Hoffmann      | Clemens Aigner         | Manuel Fettner       |
| 6.                   | 28 grudnia 2024      | Engelberg            | HS140                | –                    | Manuel Fettner      | Clemens Aigner         | Felix Hoffmann       |
| —                    | 11 stycznia 2025     | Klingenthal          | HS140                | [ a ]                | odwołany            | odwołany               | odwołany             |
| —                    | 12 stycznia 2025     | Klingenthal          | HS140                | [ a ]                | odwołany            | odwołany               | odwołany             |
| 7.                   | 18 stycznia 2025     | Bischofshofen        | HS142                | –                    | Robin Pedersen      | Adrian Thon Gundersrud | Robert Johansson     |
| 8.                   | 19 stycznia 2025     | Bischofshofen        | HS142                | –                    | Robin Pedersen      | Jonas Schuster         | Markus Müller        |
| 9.                   | 25 stycznia 2025     | Sapporo              | HS137                | –                    | Robin Pedersen      | Robert Johansson       | Fredrik Villumstad   |
| 10.                  | 26 stycznia 2025     | Sapporo              | HS137                | –                    | Robert Johansson    | Markus Müller          | Robin Pedersen       |
| 11.                  | 26 stycznia 2025     | Sapporo              | HS137                | –                    | Fredrik Villumstad  | Yukiya Satō            | Markus Müller        |
| 12.                  | 1 lutego 2025        | Lillehammer          | HS140                | –                    | Manuel Fettner      | Robert Johansson       | Maciej Kot           |
| 13.                  | 2 lutego 2025        | Lillehammer          | HS140                | –                    | Manuel Fettner      | Robert Johansson       | Fredrik Villumstad   |
| 14.                  | 8 lutego 2025        | Kranj                | HS109                | –                    | Žak Mogel           | Fredrik Villumstad     | Manuel Fettner       |
| 15.                  | 9 lutego 2025        | Kranj                | HS109                | –                    | Maciej Kot          | Manuel Fettner         | Fredrik Villumstad   |
| 16.                  | 21 lutego 2025       | Iron Mountain        | HS133                | [ b ]                | Robert Johansson    | Markus Müller          | Markus Eisenbichler  |
| 17.                  | 22 lutego 2025       | Iron Mountain        | HS133                | –                    | Manuel Fettner      | Markus Eisenbichler    | Žak Mogel            |
| 18.                  | 22 lutego 2025       | Iron Mountain        | HS133                | –                    | Robert Johansson    | Manuel Fettner         | Markus Eisenbichler  |
| 19.                  | 23 lutego 2025       | Iron Mountain        | HS133                | –                    | Markus Eisenbichler | Markus Müller          | Robert Johansson     |
| 20.                  | 15 marca 2025        | Lahti                | HS130                | –                    | Kasperi Valto       | Markus Müller          | Jonas Schuster       |
| 21.                  | 16 marca 2025        | Lahti                | HS130                | –                    | Markus Müller       | Piotr Żyła             | Žiga Jelar           |
| 22.                  | 22 marca 2025        | Zakopane             | HS140                | [ c ]                | Markus Eisenbichler | Žiga Jančar            | Rok Oblak            |
| 23.                  | 23 marca 2025        | Zakopane             | HS140                | –                    | Markus Müller       | Markus Eisenbichler    | Rok Oblak            |
| Klasyfikacja końcowa | Klasyfikacja końcowa | Klasyfikacja końcowa | Klasyfikacja końcowa | Klasyfikacja końcowa | Markus Müller       | Jonas Schuster         | Robert Johansson     |

## Statystyki indywidualne
| Źródło | Źródło           | Źródło           | Źródło     | Źródło     | Źródło          | Źródło          | Źródło              | Źródło              | Źródło        | Źródło        | Źródło        | Źródło           | Źródło           | Źródło     | Źródło     | Źródło              | Źródło              | Źródło              | Źródło              | Źródło      | Źródło      | Źródło         | Źródło         |
| Zawodnik | Zhangjiakou 7.12 | Zhangjiakou 8.12 | Ruka 14.12 | Ruka 15.12 | Engelberg 27.12 | Engelberg 28.12 | Bischofshofen 18.01 | Bischofshofen 19.01 | Sapporo 25.01 | Sapporo 26.01 | Sapporo 26.01 | Lillehammer 1.02 | Lillehammer 2.02 | Kranj 8.02 | Kranj 9.02 | Iron Mountain 21.02 | Iron Mountain 22.02 | Iron Mountain 22.02 | Iron Mountain 23.02 | Lahti 15.03 | Lahti 16.03 | Zakopane 22.03 | Zakopane 23.03 |
| Austria | Austria          | Austria          | Austria    | Austria    | Austria         | Austria         | Austria             | Austria             | Austria       | Austria       | Austria       | Austria          | Austria          | Austria    | Austria    | Austria             | Austria             | Austria             | Austria             | Austria     | Austria     | Austria        | Austria        |
| --- | ---------------- | ---------------- | ---------- | ---------- | --------------- | --------------- | ------------------- | ------------------- | ------------- | ------------- | ------------- | ---------------- | ---------------- | ---------- | ---------- | ------------------- | ------------------- | ------------------- | ------------------- | ----------- | ----------- | -------------- | -------------- |
| Clemens Aigner | 10               | 20               | 9          | 11         | 2               | 2               | 7                   | 13                  | 11            | 10            | 14            | 5                | 5                | 8          | 15         | 8                   | 13                  | 12                  | 10                  | 16          | 13          | –              | –              |
| Niklas Bachlinger | –                | –                | –          | –          | –               | –               | 5                   | 7                   | 7             | 16            | 9             | 4                | 8                | 21         | 17         | 12                  | 6                   | 7                   | 9                   | 6           | 8           | 9              | 13             |
| Stephan Embacher | –                | –                | –          | –          | –               | –               | –                   | –                   | –             | –             | –             | –                | –                | –          | –          | 16                  | 9                   | 20                  | 8                   | –           | –           | –              | –              |
| Manuel Fettner | –                | –                | –          | –          | 3               | 1               | –                   | –                   | –             | –             | –             | 1                | 1                | 3          | 2          | 4                   | 1                   | 2                   | 30                  | –           | –           | –              | –              |
| Lukas Haagen | –                | –                | –          | –          | –               | –               | 30                  | 36                  | –             | –             | –             | –                | –                | –          | –          | –                   | –                   | –                   | –                   | –           | –           | –              | –              |
| Hannes Landerer | 18               | 21               | 2          | 13         | 16              | 12              | 10                  | 17                  | 9             | 8             | 15            | 20               | 34               | –          | –          | –                   | –                   | –                   | –                   | –           | –           | –              | –              |
| Clemens Leitner | –                | –                | –          | –          | –               | –               | 22                  | 22                  | –             | –             | –             | –                | –                | –          | –          | –                   | –                   | –                   | –                   | 11          | 39          | 24             | 21             |
| Francisco Mörth | 11               | 9                | 12         | 20         | 11              | 24              | 11                  | 20                  | –             | –             | –             | –                | –                | –          | –          | –                   | –                   | –                   | –                   | –           | –           | 19             | 17             |
| Markus Müller | 13               | 4                | 1          | 2          | –               | –               | 4                   | 3                   | 4             | 2             | 3             | –                | –                | –          | –          | 2                   | 8                   | 9                   | 2                   | 2           | 1           | 4              | 1              |
| Stefan Rainer | –                | –                | –          | –          | –               | –               | 24                  | 8                   | –             | –             | –             | 14               | 11               | 24         | 10         | –                   | –                   | –                   | –                   | –           | –           | –              | –              |
| Peter Resinger | –                | –                | –          | –          | –               | –               | 19                  | 10                  | –             | –             | –             | –                | –                | –          | –          | –                   | –                   | –                   | –                   | –           | –           | –              | –              |
| Jonas Schuster | 6                | 2                | 11         | 7          | 14              | 4               | 14                  | 2                   | 12            | 7             | 7             | 9                | 14               | 4          | 19         | 9                   | 4                   | 5                   | 4                   | 3           | 7           | 6              | 4              |
| Julijan Smid | 16               | 14               | 29         | 28         | –               | –               | 13                  | 14                  | –             | –             | –             | –                | –                | 20         | dsq        | –                   | –                   | –                   | –                   | 12          | 16          | 10             | 25             |
| Simon Steinberger | –                | –                | –          | –          | 6               | 19              | 31                  | 35                  | –             | –             | –             | –                | –                | –          | –          | –                   | –                   | –                   | –                   | 25          | 19          | 13             | 22             |
| Ulrich Wohlgenannt | 30               | 11               | 15         | 14         | 19              | 6               | 18                  | 16                  | –             | –             | –             | –                | –                | –          | –          | –                   | –                   | –                   | –                   | –           | –           | –              | –              |
| Chiny |                  |                  |            |            |                 |                 |                     |                     |               |               |               |                  |                  |            |            |                     |                     |                     |                     |             |             |                |                |
| Lü Yixin | 26               | 35               | –          | –          | –               | –               | 53                  | 53                  | 35            | 41            | 32            | –                | –                | –          | –          | –                   | –                   | –                   | –                   | 49          | 40          | –              | –              |
| Song Qiwu | 21               | 32               | –          | –          | –               | –               | –                   | –                   | –             | –             | –             | –                | –                | 34         | dsq        | –                   | –                   | –                   | –                   | 24          | 25          | –              | –              |
| Zhen Weijie | dsq              | 38               | –          | –          | –               | –               | 52                  | 54                  | 32            | 37            | 29            | –                | –                | –          | –          | –                   | –                   | –                   | –                   | dsq         | 49          | –              | –              |
| Czechy |                  |                  |            |            |                 |                 |                     |                     |               |               |               |                  |                  |            |            |                     |                     |                     |                     |             |             |                |                |
| Benedikt Holub | –                | –                | –          | –          | –               | –               | 54                  | 47                  | –             | –             | –             | –                | –                | –          | –          | –                   | –                   | –                   | –                   | –           | –           | 63             | 62             |
| David Rygl | –                | –                | –          | –          | –               | –               | –                   | –                   | –             | –             | –             | –                | –                | –          | –          | –                   | –                   | –                   | –                   | –           | –           | 50             | 56             |
| Daniel Škarka | –                | –                | –          | –          | –               | –               | –                   | –                   | –             | –             | –             | –                | –                | –          | –          | –                   | –                   | –                   | –                   | –           | –           | 41             | 42             |
| Estonia |                  |                  |            |            |                 |                 |                     |                     |               |               |               |                  |                  |            |            |                     |                     |                     |                     |             |             |                |                |
| Andero Kapp | –                | –                | –          | –          | –               | –               | –                   | –                   | –             | –             | –             | dsq              | 47               | –          | –          | –                   | –                   | –                   | –                   | 46          | 20          | 34             | 28             |
| Kevin Maltsev | –                | –                | 46         | 43         | –               | –               | –                   | –                   | –             | –             | –             | 48               | 49               | –          | –          | –                   | –                   | –                   | –                   | 56          | 53          | 64             | 66             |
| Kaimar Vagul | –                | –                | 30         | 40         | –               | –               | 42                  | 48                  | –             | –             | –             | –                | –                | –          | –          | –                   | –                   | –                   | –                   | 17          | 11          | –              | –              |
| Finlandia |                  |                  |            |            |                 |                 |                     |                     |               |               |               |                  |                  |            |            |                     |                     |                     |                     |             |             |                |                |
| Mico Ahonen | –                | –                | –          | –          | –               | –               | –                   | –                   | –             | –             | –             | –                | –                | –          | –          | –                   | –                   | –                   | –                   | 35          | –           | –              | –              |
| Timi Heiskanen | –                | –                | 49         | –          | –               | –               | –                   | –                   | –             | –             | –             | –                | –                | –          | –          | dsq                 | 31                  | 34                  | 37                  | dsq         | –           | –              | –              |
| Henri Kavilo | –                | –                | 51         | –          | –               | –               | –                   | –                   | –             | –             | –             | 40               | 35               | –          | –          | –                   | –                   | –                   | –                   | 30          | 29          | –              | –              |
| Tuomas Kinnunen | –                | –                | –          | –          | –               | –               | –                   | –                   | –             | –             | –             | –                | –                | –          | –          | –                   | –                   | –                   | –                   | 44          | –           | –              | –              |
| Tomas Kuisma | –                | –                | 38         | 29         | –               | –               | –                   | –                   | –             | –             | –             | 33               | 36               | 46         | 35         | –                   | –                   | –                   | –                   | 29          | 48          | –              | –              |
| Jarkko Määttä | –                | –                | 43         | 38         | –               | –               | –                   | –                   | –             | –             | –             | –                | –                | –          | –          | 30                  | 25                  | 33                  | 33                  | 42          | –           | –              | –              |
| Tuomas Meis | –                | –                | 32         | 23         | –               | –               | –                   | –                   | –             | –             | –             | –                | –                | –          | –          | –                   | –                   | –                   | –                   | 51          | –           | –              | –              |
| Eetu Nousiainen | –                | –                | –          | –          | –               | –               | –                   | –                   | –             | –             | –             | 8                | 13               | 32         | 5          | –                   | –                   | –                   | –                   | –           | –           | –              | –              |
| Vilho Palosaari | –                | –                | 47         | 42         | –               | –               | –                   | –                   | –             | –             | –             | 28               | 19               | 15         | 36         | –                   | –                   | –                   | –                   | 23          | 33          | –              | –              |
| Arttu Pohjola | –                | –                | 50         | –          | –               | –               | –                   | –                   | –             | –             | –             | –                | –                | –          | –          | –                   | –                   | –                   | –                   | –           | –           | –              | –              |
| Paavo Romppainen | –                | –                | –          | –          | –               | –               | –                   | –                   | –             | –             | –             | –                | –                | 47         | 48         | –                   | –                   | –                   | –                   | 39          | –           | –              | –              |
| Kasperi Valto | –                | –                | –          | –          | –               | –               | –                   | –                   | –             | –             | –             | –                | –                | –          | –          | –                   | –                   | –                   | –                   | 1           | dsq         | –              | –              |
| Francja |                  |                  |            |            |                 |                 |                     |                     |               |               |               |                  |                  |            |            |                     |                     |                     |                     |             |             |                |                |
| Alessandro Batby | –                | –                | –          | –          | –               | –               | –                   | –                   | –             | –             | –             | –                | –                | 52         | 43         | –                   | –                   | –                   | –                   | –           | –           | –              | –              |
| Jules Chervet | –                | –                | –          | –          | 37              | 44              | 27                  | 46                  | –             | –             | –             | 39               | 44               | 50         | 49         | –                   | –                   | –                   | –                   | –           | –           | 53             | 32             |
| Julien Gay | –                | –                | –          | –          | 39              | 46              | dsq                 | 51                  | –             | –             | –             | –                | –                | –          | –          | 33                  | 36                  | 32                  | 29                  | 48          | 37          | 54             | 50             |
| Enzo Milesi | –                | –                | –          | –          | dsq             | 37              | 26                  | 27                  | –             | –             | –             | –                | –                | 23         | 21         | –                   | –                   | –                   | –                   | –           | –           | –              | –              |
| Faustin Moureaux | –                | –                | –          | –          | –               | –               | –                   | –                   | –             | –             | –             | –                | –                | –          | –          | –                   | –                   | –                   | –                   | –           | –           | 59             | 52             |
| Ari Repellin | –                | –                | –          | –          | 35              | 41              | 39                  | 37                  | –             | –             | –             | 35               | 31               | 29         | 40         | –                   | –                   | –                   | –                   | 47          | 24          | 48             | 68             |
| Japonia |                  |                  |            |            |                 |                 |                     |                     |               |               |               |                  |                  |            |            |                     |                     |                     |                     |             |             |                |                |
| Noriaki Kasai | dns              | 27               | 19         | 10         | 13              | 23              | 25                  | 24                  | 13            | 19            | 19            | –                | –                | –          | –          | –                   | –                   | –                   | –                   | 55          | 33          | 38             | 29             |
| Junshirō Kobayashi | –                | –                | –          | –          | 4               | 9               | –                   | –                   | –             | –             | –             | –                | –                | –          | –          | –                   | –                   | –                   | –                   | 37          | 15          | 39             | 9              |
| Sakutarō Kobayashi | dns              | 10               | 17         | 5          | –               | –               | –                   | –                   | –             | –             | –             | –                | –                | –          | –          | –                   | –                   | –                   | –                   | –           | –           | –              | –              |
| Tomofumi Naitō | 4                | 1                | 10         | 6          | –               | –               | 17                  | 25                  | 15            | 12            | 11            | –                | –                | –          | –          | –                   | –                   | –                   | –                   | 14          | 5           | 5              | 12             |
| Yūto Nakamura | –                | –                | –          | –          | –               | –               | –                   | –                   | 19            | 23            | –             | –                | –                | –          | –          | –                   | –                   | –                   | –                   | –           | –           | –              | –              |
| Asahi Sakano | –                | –                | –          | –          | –               | –               | –                   | –                   | 21            | 27            | –             | –                | –                | –          | –          | –                   | –                   | –                   | –                   | –           | –           | –              | –              |
| Keiichi Satō | –                | –                | –          | –          | –               | –               | –                   | –                   | –             | –             | –             | –                | –                | –          | –          | –                   | –                   | –                   | –                   | 18          | 22          | 35             | 24             |
| Yukiya Satō | –                | –                | –          | –          | 8               | 14              | 6                   | 9                   | 5             | 4             | 2             | –                | –                | –          | –          | –                   | –                   | –                   | –                   | –           | –           | –              | –              |
| Shō Suzuki | –                | –                | –          | –          | –               | –               | –                   | –                   | dsq           | 36            | –             | –                | –                | –          | –          | –                   | –                   | –                   | –                   | –           | –           | –              | –              |
| Daimatsu Takehana | –                | –                | –          | –          | –               | –               | –                   | –                   | 33            | 20            | –             | –                | –                | –          | –          | –                   | –                   | –                   | –                   | –           | –           | –              | –              |
| Taku Takeuchi | dns              | 16               | 25         | 34         | 27              | 20              | –                   | –                   | 24            | 21            | 12            | –                | –                | –          | –          | –                   | –                   | –                   | –                   | –           | –           | –              | –              |
| Rikuta Watanabe | –                | –                | –          | –          | –               | –               | –                   | –                   | 34            | 28            | –             | –                | –                | –          | –          | –                   | –                   | –                   | –                   | –           | –           | –              | –              |
| Gō Yamamoto | –                | –                | –          | –          | –               | –               | –                   | –                   | 29            | 33            | –             | –                | –                | –          | –          | –                   | –                   | –                   | –                   | –           | –           | –              | –              |
| Kazachstan |                  |                  |            |            |                 |                 |                     |                     |               |               |               |                  |                  |            |            |                     |                     |                     |                     |             |             |                |                |
| Magżan Amangieldyuły | –                | –                | –          | –          | 47              | 47              | 58                  | dsq                 | –             | –             | –             | 47               | 48               | 49         | 46         | 38                  | 39                  | 40                  | 41                  | –           | –           | –              | –              |
| Nikita Diewiatkin | 36               | 34               | –          | –          | 46              | 43              | 57                  | 56                  | –             | –             | –             | –                | –                | –          | –          | –                   | –                   | –                   | –                   | 54          | 47          | 56             | 59             |
| Ilja Miziernych | –                | –                | –          | –          | –               | –               | –                   | –                   | –             | –             | –             | –                | –                | –          | –          | 37                  | 26                  | 31                  | 36                  | –           | –           | –              | –              |
| Sabirżan Muminow | 28               | 31               | –          | –          | 50              | 52              | –                   | –                   | –             | –             | –             | –                | –                | –          | –          | –                   | –                   | –                   | –                   | 33          | dsq         | 62             | 33             |
| Swiatosław Nazarienko | 27               | 39               | –          | –          | 45              | 45              | –                   | –                   | –             | –             | –             | –                | –                | –          | –          | –                   | –                   | –                   | –                   | 45          | 44          | 60             | 57             |
| Siergiej Tkaczenko | dsq              | 41               | –          | –          | –               | –               | 56                  | 52                  | –             | –             | –             | –                | –                | –          | –          | –                   | –                   | –                   | –                   | dsq         | 26          | dsq            | 53             |
| Korea Południowa |                  |                  |            |            |                 |                 |                     |                     |               |               |               |                  |                  |            |            |                     |                     |                     |                     |             |             |                |                |
| Choi Heung-chul | –                | –                | –          | –          | –               | –               | –                   | –                   | 36            | 39            | 30            | –                | –                | –          | –          | –                   | –                   | –                   | –                   | –           | –           | –              | –              |
| Jang Sun-woong | 38               | 40               | –          | –          | –               | –               | –                   | –                   | dsq           | 40            | 31            | –                | –                | –          | –          | –                   | –                   | –                   | –                   | –           | –           | –              | –              |
| Niemcy |                  |                  |            |            |                 |                 |                     |                     |               |               |               |                  |                  |            |            |                     |                     |                     |                     |             |             |                |                |
| Ben Bayer | –                | –                | –          | –          | –               | –               | 46                  | 39                  | 26            | 32            | 27            | 25               | 32               | –          | –          | –                   | –                   | –                   | –                   | –           | –           | –              | –              |
| Markus Eisenbichler | –                | –                | –          | –          | –               | –               | 21                  | 40                  | 23            | 17            | 6             | –                | –                | 19         | 4          | 3                   | 2                   | 3                   | 1                   | –           | –           | 1              | 2              |
| Jannik Faißt | –                | –                | –          | –          | 21              | 31              | 35                  | 44                  | 25            | 25            | 23            | 36               | 22               | 36         | 34         | –                   | –                   | –                   | –                   | 41          | 42          | –              | –              |
| Martin Hamann | 32               | 15               | 27         | 31         | 33              | 40              | –                   | –                   | –             | –             | –             | 24               | 37               | 43         | 38         | –                   | –                   | –                   | –                   | –           | –           | –              | –              |
| Felix Hoffmann | 2                | 7                | 3          | 15         | 1               | 3               | –                   | –                   | –             | –             | –             | –                | –                | –          | –          | 23                  | 23                  | 24                  | 11                  | dsq         | 41          | 6              | 39             |
| Eric Hoyer | –                | –                | 48         | 32         | –               | –               | –                   | –                   | –             | –             | –             | 46               | 46               | –          | –          | –                   | –                   | –                   | –                   | –           | –           | –              | –              |
| Stephan Leyhe | –                | –                | –          | –          | –               | –               | 15                  | 5                   | 10            | 9             | 5             | –                | –                | –          | –          | –                   | –                   | –                   | –                   | 4           | 9           | –              | –              |
| Luca Roth | 9                | 3                | 13         | 17         | 5               | 11              | 12                  | 15                  | 16            | 13            | 16            | –                | –                | 18         | 24         | 19                  | 22                  | 17                  | 19                  | 26          | 20          | 25             | 31             |
| Constantin Schmid | 12               | 5                | 5          | 19         | 7               | 8               | –                   | –                   | –             | –             | –             | –                | –                | 11         | 23         | 26                  | 18                  | 27                  | 23                  | 32          | 18          | 39             | 48             |
| Emanuel Schmid | –                | –                | 36         | 36         | 29              | 35              | –                   | –                   | 27            | 34            | 28            | 37               | 38               | –          | –          | –                   | –                   | –                   | –                   | –           | –           | –              | –              |
| Simon Steinbeißer | –                | –                | 33         | 45         | –               | –               | –                   | –                   | –             | –             | –             | 43               | 40               | –          | –          | –                   | –                   | –                   | –                   | –           | –           | –              | –              |
| Adrian Tittel | –                | –                | –          | –          | –               | –               | –                   | –                   | –             | –             | –             | –                | –                | 14         | 6          | 15                  | 15                  | 18                  | 31                  | 15          | 12          | 21             | 23             |
| Max Unglaube | –                | –                | –          | –          | –               | –               | 48                  | dsq                 | –             | –             | –             | –                | –                | –          | –          | –                   | –                   | –                   | –                   | –           | –           | 27             | 46             |
| Norwegia |                  |                  |            |            |                 |                 |                     |                     |               |               |               |                  |                  |            |            |                     |                     |                     |                     |             |             |                |                |
| Pål-Håkon Bjørtomt | –                | –                | –          | –          | –               | –               | –                   | –                   | –             | –             | –             | –                | –                | –          | –          | –                   | –                   | –                   | –                   | 22          | 23          | 26             | 36             |
| Fredrik Gran | –                | –                | –          | –          | –               | –               | 44                  | 43                  | –             | –             | –             | 34               | 26               | –          | –          | –                   | –                   | –                   | –                   | 31          | 30          | –              | –              |
| Adrian Thon Gundersrud | –                | –                | –          | –          | dsq             | 30              | 2                   | 6                   | dsq           | 6             | dsq           | 15               | 16               | 10         | 13         | 13                  | 19                  | 19                  | 14                  | –           | –           | –              | –              |
| Oddvar Gunnerød | –                | –                | –          | –          | –               | –               | –                   | –                   | –             | –             | –             | –                | –                | –          | –          | –                   | –                   | –                   | –                   | 53          | 50          | –              | –              |
| Anders Håre | –                | –                | –          | –          | 21              | 17              | –                   | –                   | –             | –             | –             | 26               | 21               | –          | –          | –                   | –                   | –                   | –                   | –           | –           | 43             | 60             |
| Simen Meen Haugeng | –                | –                | –          | –          | –               | –               | –                   | –                   | –             | –             | –             | –                | –                | –          | –          | –                   | –                   | –                   | –                   | 58          | 54          | dsq            | 49             |
| Bendik Jakobsen Heggli | dsq              | 13               | 28         | dsq        | –               | –               | –                   | –                   | –             | –             | –             | 12               | 17               | –          | –          | 20                  | 32                  | 14                  | 21                  | –           | –           | –              | –              |
| Jesper Nilsen Ingebrigtsvoll | –                | –                | 24         | 44         | –               | –               | –                   | –                   | –             | –             | –             | 38               | –                | –          | –          | –                   | –                   | –                   | –                   | –           | –           | –              | –              |
| Robert Johansson | –                | –                | –          | –          | 30              | 13              | 3                   | 12                  | 2             | 1             | 8             | 2                | 2                | 30         | 30         | 1                   | 7                   | 1                   | 3                   | –           | –           | –              | –              |
| Sindre Ulven Jørgensen | 7                | 30               | 7          | 9          | 31              | 22              | 16                  | 33                  | –             | –             | –             | 11               | 9                | 25         | 11         | 22                  | 24                  | 23                  | 24                  | –           | –           | –              | –              |
| Simen Kvarstad | –                | –                | –          | –          | –               | –               | –                   | –                   | –             | –             | –             | –                | 28               | –          | –          | –                   | –                   | –                   | –                   | –           | –           | –              | –              |
| Isak Andreas Langmo | –                | –                | –          | –          | 15              | 10              | –                   | –                   | –             | –             | –             | 13               | 29               | 22         | 22         | –                   | –                   | –                   | –                   | –           | –           | –              | –              |
| Alvin Le | –                | –                | –          | –          | –               | –               | –                   | –                   | –             | –             | –             | –                | –                | –          | –          | –                   | 38                  | –                   | 39                  | –           | –           | –              | –              |
| Jo Rømme Mellingsæter | –                | –                | –          | –          | –               | –               | –                   | –                   | –             | –             | –             | 45               | –                | –          | –          | –                   | –                   | –                   | –                   | –           | –           | 45             | 18             |
| Iver Olaussen | –                | –                | –          | –          | –               | –               | –                   | –                   | –             | –             | –             | 27               | 23               | –          | –          | –                   | –                   | –                   | –                   | –           | –           | –              | –              |
| Benjamin Østvold | 1                | 8                | 6          | 3          | –               | –               | –                   | –                   | –             | –             | –             | –                | –                | –          | –          | –                   | –                   | –                   | –                   | –           | –           | –              | –              |
| Fabian Østvold | –                | –                | –          | –          | –               | –               | –                   | –                   | –             | –             | –             | –                | –                | –          | –          | –                   | –                   | –                   | –                   | 57          | 51          | –              | –              |
| Robin Pedersen | 5                | 29               | 4          | 1          | 9               | 5               | 1                   | 1                   | 1             | 3             | 10            | –                | –                | –          | –          | –                   | –                   | –                   | –                   | –           | –           | –              | –              |
| Richard Selbekk-Hansen | –                | –                | –          | –          | –               | –               | –                   | –                   | –             | –             | –             | –                | –                | –          | –          | –                   | –                   | –                   | –                   | –           | –           | 42             | 64             |
| Sølve Jokerud Strand | 3                | 6                | 41         | 18         | 17              | 7               | 23                  | 31                  | –             | –             | –             | 10               | 18               | 27         | 18         | –                   | –                   | –                   | –                   | –           | –           | –              | –              |
| Mats Strandbråten | –                | –                | –          | –          | –               | –               | –                   | –                   | –             | –             | –             | –                | –                | –          | –          | –                   | –                   | –                   | –                   | 52          | 52          | –              | –              |
| Jørgen Oliver Strøm | –                | –                | –          | –          | –               | –               | –                   | –                   | –             | –             | –             | –                | 25               | –          | –          | –                   | –                   | –                   | –                   | –           | –           | –              | –              |
| Odd Harald Svenningsen-Fjeld | –                | –                | –          | –          | –               | –               | –                   | –                   | –             | –             | –             | –                | –                | –          | –          | 35                  | –                   | 39                  | –                   | –           | –           | 31             | 37             |
| Fredrik Villumstad | –                | –                | –          | –          | –               | –               | 8                   | 11                  | 3             | 5             | 1             | 6                | 3                | 2          | 3          | 6                   | 20                  | 11                  | 6                   | –           | –           | –              | –              |
| Polska |                  |                  |            |            |                 |                 |                     |                     |               |               |               |                  |                  |            |            |                     |                     |                     |                     |             |             |                |                |
| Tymoteusz Amilkiewicz | 37               | 18               | 20         | 21         | 26              | 33              | 50                  | 41                  | 22            | 18            | 18            | –                | –                | –          | –          | 31                  | 30                  | 35                  | 35                  | 28          | 27          | 23             | 54             |
| Szymon Byrski | 25               | 28               | 23         | 35         | 41              | 29              | –                   | –                   | –             | –             | –             | –                | –                | –          | –          | –                   | –                   | –                   | –                   | 50          | 46          | 47             | 65             |
| Jan Galica | –                | –                | –          | –          | –               | –               | –                   | –                   | –             | –             | –             | 41               | 42               | –          | –          | –                   | –                   | –                   | –                   | –           | –           | 29             | 26             |
| Klemens Joniak | 15               | 12               | 26         | dsq        | 24              | 36              | 47                  | 21                  | dsq           | 31            | 17            | –                | –                | –          | –          | 27                  | 34                  | 25                  | 38                  | dsq         | dsq         | 31             | 20             |
| Kacper Juroszek | –                | –                | 37         | 24         | 21              | 21              | 32                  | 42                  | 8             | 30            | 20            | 7                | 10               | 9          | 7          | 14                  | 11                  | 10                  | 15                  | 19          | 4           | 8              | 43             |
| Maciej Kot | –                | –                | 16         | 8          | 18              | 18              | 9                   | 4                   | 6             | 14            | 4             | 3                | 6                | 5          | 1          | 7                   | 5                   | 4                   | 7                   | –           | –           | –              | –              |
| Jarosław Krzak | –                | –                | –          | –          | –               | –               | 49                  | dsq                 | –             | –             | –             | 42               | 43               | –          | –          | –                   | –                   | –                   | –                   | –           | –           | –              | –              |
| Mateusz Mysza | –                | –                | –          | –          | –               | –               | –                   | –                   | –             | –             | –             | –                | –                | –          | –          | –                   | –                   | –                   | –                   | –           | –           | –              | 40             |
| Adam Niżnik | 39               | dsq              | –          | –          | –               | –               | –                   | –                   | –             | –             | –             | –                | –                | 35         | 32         | –                   | –                   | –                   | –                   | 38          | 36          | 30             | 33             |
| Tomasz Pilch | 20               | 24               | 33         | 26         | –               | –               | –                   | –                   | –             | –             | –             | –                | –                | 51         | 42         | –                   | –                   | –                   | –                   | –           | –           | 51             | 51             |
| Szymon Sarniak | –                | –                | –          | –          | –               | –               | –                   | –                   | –             | –             | –             | 44               | 41               | 39         | dsq        | –                   | –                   | –                   | –                   | –           | –           | –              | –              |
| Andrzej Stękała | –                | –                | –          | –          | 42              | 38              | 40                  | 28                  | –             | –             | –             | 31               | 27               | 31         | 32         | 24                  | 17                  | 22                  | 22                  | –           | –           | 18             | 16             |
| Wiktor Szozda | –                | –                | –          | –          | –               | –               | –                   | –                   | –             | –             | –             | –                | –                | –          | –          | –                   | –                   | –                   | –                   | –           | –           | 58             | –              |
| Kacper Tomasiak | 23               | 23               | –          | –          | –               | –               | –                   | –                   | –             | –             | –             | –                | –                | –          | –          | 28                  | 29                  | 26                  | 27                  | 34          | 17          | 33             | 14             |
| Konrad Tomasiak | –                | –                | –          | –          | –               | –               | –                   | –                   | –             | –             | –             | –                | –                | –          | –          | –                   | –                   | –                   | –                   | –           | –           | 37             | 45             |
| Marcin Wróbel | 35               | 37               | –          | –          | –               | –               | –                   | –                   | –             | –             | –             | –                | –                | –          | –          | –                   | –                   | –                   | –                   | –           | –           | 52             | 38             |
| Piotr Żyła | –                | –                | 14         | 4          | –               | –               | –                   | –                   | –             | –             | –             | –                | –                | –          | –          | –                   | –                   | –                   | –                   | 5           | 2           | 15             | 7              |
| Rumunia |                  |                  |            |            |                 |                 |                     |                     |               |               |               |                  |                  |            |            |                     |                     |                     |                     |             |             |                |                |
| Daniel Cacina | –                | –                | –          | –          | –               | –               | –                   | –                   | –             | –             | –             | –                | –                | 13         | 26         | –                   | –                   | –                   | –                   | –           | –           | 46             | dns            |
| Iustin Comănescu | 40               | 43               | –          | –          | –               | –               | –                   | –                   | –             | –             | –             | –                | –                | –          | –          | –                   | –                   | –                   | –                   | –           | –           | 67             | 67             |
| Mircea Jipescu | 34               | 42               | –          | –          | –               | –               | –                   | –                   | –             | –             | –             | –                | –                | –          | dns        | –                   | –                   | –                   | –                   | –           | –           | 66             | 61             |
| Sorin Mitrofan | 31               | 36               | –          | –          | –               | –               | –                   | –                   | –             | –             | –             | –                | –                | 53         | 44         | –                   | –                   | –                   | –                   | –           | –           | 57             | 58             |
| Mihnea Spulber | –                | –                | –          | –          | –               | –               | –                   | –                   | –             | –             | –             | –                | –                | 38         | 41         | –                   | –                   | –                   | –                   | –           | –           | –              | –              |
| Słowacja |                  |                  |            |            |                 |                 |                     |                     |               |               |               |                  |                  |            |            |                     |                     |                     |                     |             |             |                |                |
| Hektor Kapustík | 29               | 33               | –          | –          | –               | –               | –                   | –                   | –             | –             | –             | –                | –                | –          | –          | –                   | –                   | –                   | –                   | –           | –           | dsq            | 30             |
| Słowenia |                  |                  |            |            |                 |                 |                     |                     |               |               |               |                  |                  |            |            |                     |                     |                     |                     |             |             |                |                |
| Maksim Bartolj | 22               | 26               | 31         | 41         | 36              | 28              | 29                  | 18                  | 18            | 11            | 13            | 22               | 24               | 26         | 20         | 32                  | 33                  | 28                  | 32                  | 43          | 28          | 61             | 44             |
| Nik Bergant Smerajc | –                | –                | –          | –          | –               | –               | –                   | –                   | –             | –             | –             | –                | –                | 37         | 28         | –                   | –                   | –                   | –                   | –           | –           | –              | –              |
| Jaka Drinovec | –                | –                | –          | –          | –               | –               | –                   | –                   | –             | –             | –             | –                | –                | 44         | 47         | –                   | –                   | –                   | –                   | –           | –           | –              | –              |
| Taj Ekart | –                | –                | 39         | 27         | 43              | 32              | –                   | –                   | 28            | 38            | 26            | –                | –                | 16         | 25         | –                   | –                   | –                   | –                   | –           | –           | –              | –              |
| Enej Faletič | –                | –                | –          | –          | –               | –               | –                   | –                   | –             | –             | –             | –                | –                | dsq        | 37         | –                   | –                   | –                   | –                   | –           | –           | 44             | 35             |
| Nik Gostiša Lah | –                | –                | –          | –          | –               | –               | 55                  | 55                  | –             | –             | –             | –                | –                | 45         | dsq        | –                   | –                   | –                   | –                   | –           | –           | –              | –              |
| Nejc Ingolič | –                | –                | –          | –          | –               | –               | –                   | –                   | –             | –             | –             | –                | –                | –          | 45         | –                   | –                   | –                   | –                   | –           | –           | –              | –              |
| Žiga Jančar | 8                | 25               | 21         | 30         | 27              | 25              | 20                  | 30                  | –             | –             | –             | –                | –                | –          | –          | dsq                 | 16                  | 15                  | 13                  | 6           | 10          | 2              | 6              |
| Žiga Jelar | 17               | 22               | 8          | 12         | –               | –               | 33                  | 19                  | 31            | 15            | dsq           | 18               | 12               | 12         | 14         | 16                  | 10                  | 8                   | 12                  | 8           | 3           | 11             | 15             |
| Rok Masle | 14               | 17               | 18         | 16         | 20              | 16              | 34                  | 38                  | 14            | 26            | 22            | 19               | 15               | 7          | 12         | 21                  | 12                  | 13                  | 25                  | 10          | 14          | 17             | 4              |
| Žak Mogel | –                | –                | –          | –          | 12              | 15              | 37                  | 26                  | 17            | 22            | 21            | 16               | 7                | 1          | 8          | 5                   | 3                   | 6                   | 5                   | –           | –           | –              | –              |
| Rok Oblak | –                | –                | –          | –          | 9               | 26              | –                   | –                   | –             | –             | –             | –                | –                | –          | –          | –                   | –                   | –                   | –                   | 13          | 35          | 3              | 3              |
| Urban Šimnic | –                | –                | –          | –          | –               | –               | –                   | –                   | –             | –             | –             | 21               | 30               | 17         | –          | 36                  | 28                  | 30                  | 28                  | 27          | 43          | –              | –              |
| Nejc Toporiš | –                | –                | –          | –          | 32              | 42              | 43                  | 50                  | dsq           | 24            | 25            | –                | –                | 33         | 27         | –                   | –                   | –                   | –                   | –           | –           | –              | –              |
| Matija Vidic | 24               | dsq              | 35         | 33         | –               | –               | –                   | –                   | 20            | 35            | 24            | 32               | 33               | 41         | 39         | –                   | –                   | –                   | –                   | –           | –           | –              | –              |
| Stany Zjednoczone |                  |                  |            |            |                 |                 |                     |                     |               |               |               |                  |                  |            |            |                     |                     |                     |                     |             |             |                |                |
| Jason Colby | –                | –                | –          | –          | –               | –               | –                   | –                   | –             | –             | –             | 23               | 4                | –          | –          | –                   | –                   | –                   | –                   | –           | –           | –              | –              |
| Decker Dean | 19               | 19               | 44         | 37         | 34              | 34              | –                   | –                   | –             | –             | –             | 30               | 38               | –          | –          | 29                  | 27                  | 29                  | 26                  | –           | –           | 28             | 27             |
| Maxim Glyvka | –                | –                | –          | –          | –               | –               | –                   | –                   | –             | –             | –             | 49               | 50               | –          | –          | 39                  | 40                  | –                   | –                   | –           | –           | 65             | 63             |
| Sawyer Graves | –                | –                | –          | –          | –               | –               | –                   | –                   | –             | –             | –             | –                | –                | –          | –          | 40                  | 37                  | 38                  | 40                  | –           | –           | –              | –              |
| Bryce Kloc | 33               | dsq              | –          | –          | 49              | 49              | –                   | –                   | 30            | 29            | dsq           | –                | –                | –          | –          | 34                  | 35                  | 36                  | 34                  | 40          | 45          | 49             | 41             |
| Andrew Urlaub | –                | –                | –          | –          | –               | –               | –                   | –                   | –             | –             | –             | 17               | 45               | –          | –          | 10                  | 21                  | 37                  | 18                  | –           | –           | –              | –              |
| Szwajcaria |                  |                  |            |            |                 |                 |                     |                     |               |               |               |                  |                  |            |            |                     |                     |                     |                     |             |             |                |                |
| Simon Ammann | –                | –                | –          | –          | –               | –               | 41                  | 32                  | –             | –             | –             | 29               | 20               | 39         | 31         | –                   | –                   | –                   | –                   | 20          | 32          | 14             | 10             |
| Sandro Hauswirth | –                | –                | 22         | 25         | 40              | 39              | 51                  | 29                  | –             | –             | –             | –                | –                | 42         | 29         | 11                  | dsq                 | 21                  | 20                  | 9           | 6           | 16             | 19             |
| Remo Imhof | –                | –                | –          | –          | –               | –               | 28                  | 23                  | –             | –             | –             | –                | –                | –          | –          | 25                  | 14                  | 16                  | 17                  | 21          | 31          | 12             | 10             |
| Juri Kesseli | –                | –                | 45         | dsq        | 44              | 48              | –                   | –                   | –             | –             | –             | –                | –                | –          | –          | –                   | –                   | –                   | –                   | 36          | 38          | 22             | 55             |
| Lean Niederberger | –                | –                | 42         | 39         | 47              | 50              | –                   | –                   | –             | –             | –             | –                | –                | –          | –          | –                   | –                   | –                   | –                   | –           | –           | –              | –              |
| Marius Sieber | –                | –                | –          | –          | 38              | 51              | –                   | –                   | –             | –             | –             | –                | –                | –          | –          | –                   | –                   | –                   | –                   | –           | –           | –              | –              |
| Felix Trunz | –                | –                | –          | –          | –               | –               | –                   | –                   | –             | –             | –             | –                | –                | –          | –          | 18                  | dns                 | –                   | 16                  | –           | –           | –              | –              |
| Yanick Wasser | –                | –                | 40         | 22         | 25              | 27              | –                   | –                   | –             | –             | –             | –                | –                | –          | –          | –                   | –                   | –                   | –                   | –           | –           | –              | –              |
| Ukraina |                  |                  |            |            |                 |                 |                     |                     |               |               |               |                  |                  |            |            |                     |                     |                     |                     |             |             |                |                |
| Wasyl Buchonko | –                | –                | –          | –          | –               | –               | –                   | –                   | –             | –             | –             | –                | –                | 54         | –          | –                   | –                   | –                   | –                   | –           | –           | –              | –              |
| Witalij Kaliniczenko | –                | –                | –          | –          | –               | –               | 38                  | 45                  | –             | –             | –             | –                | –                | 28         | 9          | –                   | –                   | –                   | –                   | –           | –           | 19             | 8              |
| Jewhen Marusiak | –                | –                | –          | –          | –               | –               | –                   | –                   | –             | –             | –             | –                | –                | –          | –          | –                   | –                   | –                   | –                   | –           | –           | 36             | dns            |
| Włochy |                  |                  |            |            |                 |                 |                     |                     |               |               |               |                  |                  |            |            |                     |                     |                     |                     |             |             |                |                |
| Andrea Campregher | –                | –                | –          | –          | –               | –               | 45                  | 49                  | –             | –             | –             | –                | –                | 48         | 50         | –                   | –                   | –                   | –                   | –           | –           | 55             | 47             |
| Francesco Cecon | –                | –                | –          | –          | –               | –               | 36                  | 34                  | –             | –             | –             | –                | –                | 6          | 16         | –                   | –                   | –                   | –                   | –           | –           | –              | –              |
| Legenda |                  |                  |            |            |                 |                 |                     |                     |               |               |               |                  |                  |            |            |                     |                     |                     |                     |             |             |                |                |
| 1-3 4-30 poniżej 30 dns – Zawodnik zgłoszony do konkursu nie wystartował dsq – Zawodnik zdyskwalifikowany - – Zawodnik nie zgłoszony do konkursu |                  |                  |            |            |                 |                 |                     |                     |               |               |               |                  |                  |            |            |                     |                     |                     |                     |             |             |                |                |

## Klasyfikacja generalna
Stan po zakończeniu sezonu 2024/2025
| Miejsce | Zawodnik               | Występy | Punkty |
| ------- | ---------------------- | ------- | ------ |
| 1.      | Markus Müller          | 17      | 1101   |
| 2.      | Jonas Schuster         | 23      | 909    |
| 3.      | Robert Johansson       | 15      | 773    |
| 4.      | Manuel Fettner         | 10      | 731    |
| 5.      | Maciej Kot             | 17      | 672    |
| 6.      | Robin Pedersen         | 11      | 657    |
| 7.      | Clemens Aigner         | 21      | 647    |
| 8.      | Fredrik Villumstad     | 13      | 616    |
| 9.      | Markus Eisenbichler    | 13      | 614    |
| 10.     | Niklas Bachlinger      | 17      | 515    |
| 11.     | Žak Mogel              | 15      | 449    |
| 12.     | Felix Hoffmann         | 14      | 439    |
| 13.     | Tomofumi Naitō         | 13      | 428    |
| 14.     | Žiga Jelar             | 21      | 407    |
| 15.     | Kacper Juroszek        | 21      | 376    |
| 16.     | Rok Masle              | 23      | 370    |
| 17.     | Luca Roth              | 21      | 369    |
| 18.     | Žiga Jančar            | 16      | 308    |
| 19.     | Adrian Thon Gundersrud | 15      | 300    |
| 20.     | Yukiya Satō            | 7       | 294    |
| 21.     | Hannes Landerer        | 13      | 288    |
| 22.     | Constantin Schmid      | 16      | 267    |
| 23.     | Piotr Żyła             | 6       | 245    |
| 24.     | Stephan Leyhe          | 7       | 240    |
| 24.     | Sindre Ulven Jørgensen | 16      | 240    |
| 26.     | Benjamin Østvold       | 4       | 232    |
| 27.     | Sølve Jokerud Strand   | 12      | 227    |
| 28.     | Francisco Mörth        | 10      | 178    |
| 29.     | Rok Oblak              | 6       | 174    |
| 30.     | Sandro Hauswirth       | 16      | 160    |
| 31.     | Adrian Tittel          | 10      | 159    |
| 32.     | Julijan Smid           | 12      | 156    |
| 33.     | Ulrich Wohlgenannt     | 8       | 139    |
| 34.     | Noriaki Kasai          | 14      | 129    |
| 35.     | Maksim Bartolj         | 23      | 127    |
| 36.     | Junshirō Kobayashi     | 6       | 124    |
| 37.     | Remo Imhof             | 10      | 122    |
| 38.     | Stefan Rainer          | 6       | 114    |
| 39.     | Kasperi Valto          | 2       | 100    |
| 40.     | Simon Steinberger      | 8       | 99     |
| ...     |                        |         |        |